# Hadjar Mefrouche
Pour les articles homonymes, voir Hadjar.

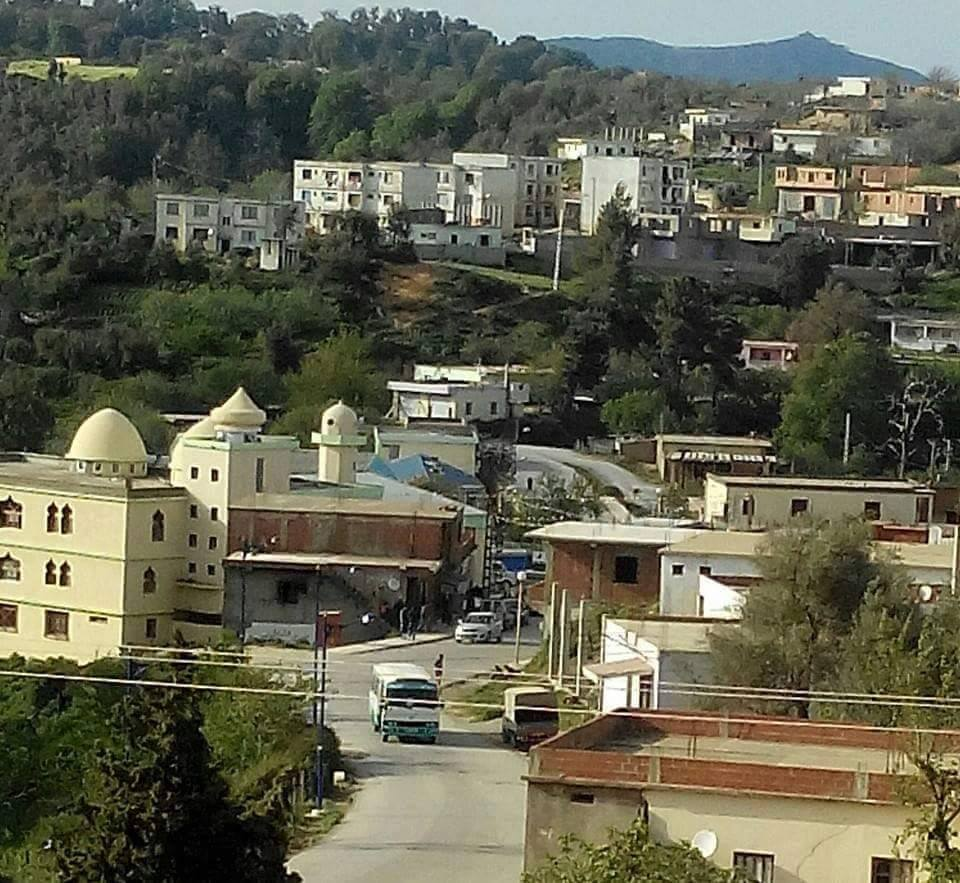
منظر عام لبلدة حجر مفروش

Hadjar Mefrouche (en arabe حجرمفروش) est une petite localité, située dans le massif de Collo, environ quatre-vingt-dix kilomètres à l'ouest de Skikda en Algérie. Elle fait part de la municipalité d'Aïn Kechra ou Ain Kechera. Ses denses forêts lui conféraient une célébrité insolite. Ils servaient comme une base arrière pour les Moudjahidines pendant la guerre d'indépendance d'Algérie contre la colonisation française dans les années 1950. À l'époque on appelait Hadjar Mefrouche ELKAHIRA ou l’imbattableة car c'est là où les militants de Armée de libération nationale gagnaient toujours leurs batailles baptisées après l'indépendance : batailles de Hadjar Mefrouche, bataille de Bouchams... etc. On plus de ça, ce maquis forestier abritait un hôpital des grands hôpitaux de la deuxième wilaya. Une autre chose qui aurait pu prendre Hadjar Mefrouche à l'apogée de la gloire est le congrès des dirigeants de la révolution qui est dit plus tard Congrès de La Soummam et qui a changé d'endroit vers La Soumam à Béjaia dans les derniers moments. On n'oublie pas aussi la visite historique du général de Gaulle à Hadjar Mefrouche et sa phrase fameuse : Il y aura plus de Dien Bien Phu en Algérie, les rébellions ne pourront pas nous chasser d'ici.
La région est aujourd'hui la scène de massacres périodiques. Signalons à ce sujet que pas moins de vingt-cinq personnes ont été assassinés entre 1997 et 2007. Hadjar Mefrouche compte environ quatre mille habitants.